# 2019年帕斯塔萨地震
2019年帕斯塔萨地震是指2019年2月22日凌晨发生于厄瓜多尔的强烈地震。该次地震震中位于帕斯塔萨省（南纬2.199度，西经77.023度），震级为MW 7.5级，震源深度约为132.4千米，最大烈度为7(VII)度。这次地震是厄瓜多尔自1900年以来有记录的震级最大的中源地震。该次地震共造成了厄瓜多尔境内1人遇难。

## 发震背景
纳斯卡板块相对于南美洲板块以大约70 mm/年的速度向东移动，在厄瓜多尔海岸以西的位置形成秘鲁－智利海沟，并逐渐沉入南美洲下面的地幔中。而此次地震即因纳斯卡板块俯冲南美洲板块造成的。美国地质调查局认为，这次地震的震源机制为正断层，断裂方向为西北－东南向。
根据美国地质调查局的历史地震数据库，在该次地震震中距500千米范围内，过去100年内共发生过15次中源和深源的震级大于6.5级的地震。

## 参数测定
据美国地质调查局测定，该次地震震中位于厄瓜多尔帕斯塔萨省（南纬2.199度，西经77.023度），震级为MW 7.5级，震源深度约为132.4千米，最大烈度为7(VII)度。中国地震台网自动测定的震级较高，为Ms 7.7级，但随后在正式报告中该局将震级修订为了Ms 7.5级，同时测出震中位于厄瓜多尔（南纬2.15度，西经76.91度），震源深度约为140千米。日本气象厅测得的震级偏高，为7.7级，且震源深度测得的也较深，为160千米。
除观测数据外，美国地质调查局根据在线互联网震感调查收到的400多件报告，推定出的最大烈度也为7(VII)度。

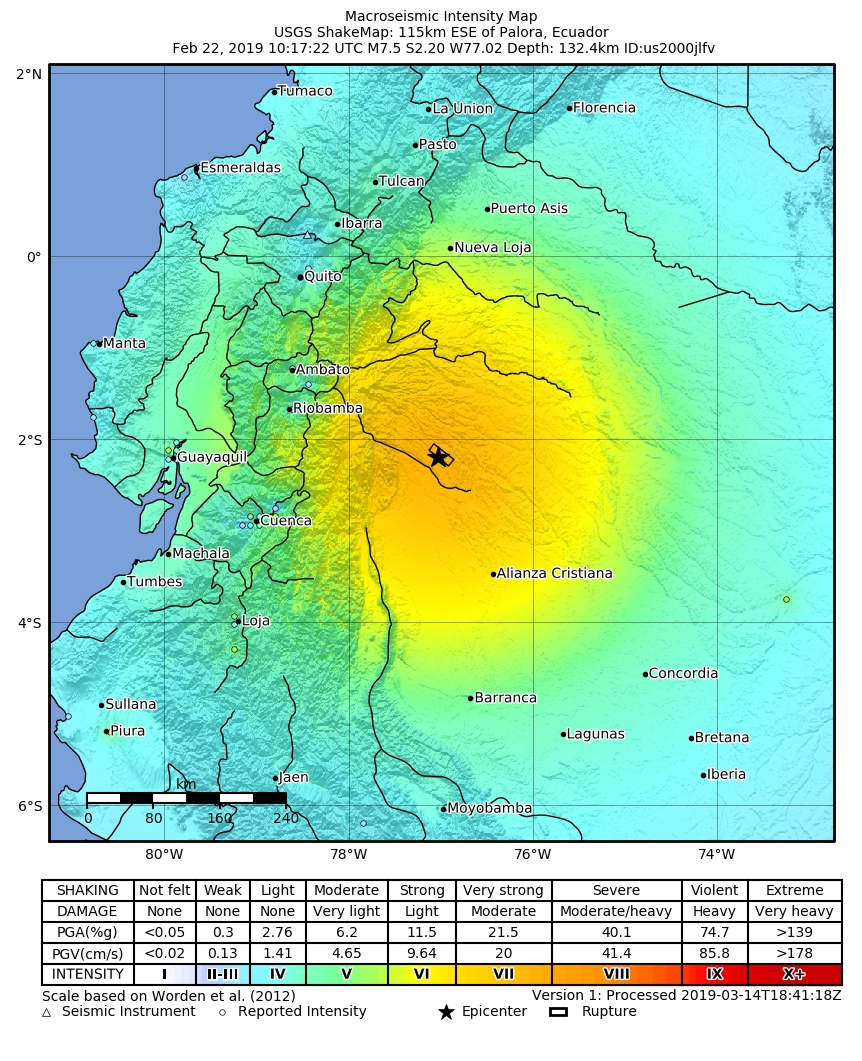
美国地质调查局提供的本次地震烈度分布图，震中以五角星标识。
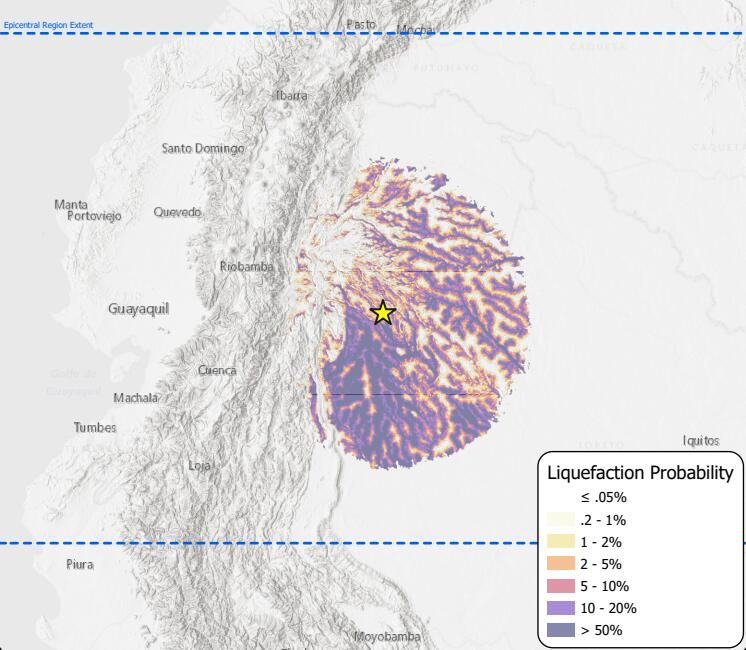
美国地质调查局制作的震中附近地区发生土壤液化现象的概率图。

## 震害情况
受此次地震影响，厄瓜多尔首都基多、瓜亚基尔以及多个省份均有震感。一名居住于马纳比省哈拉米霍县的男性在此次地震中身亡。欧洲地中海地震中心的在线震感报告页中，有当地居民称地面震动了大约30秒。
地震发生后，美国地质调查局称，该次地震震中附近将有50%以上的概率发生土壤液化现象。厄瓜多尔国家气象水文局和美国国家海啸预警中心称，该次地震不会有引发海啸的可能性。